# Nieuw Mocha
Nieuw Mocha is een voormalige koffieplantage in Suriname, thans gespeld Niew Mocha. Het is gelegen nabij de Cotticarivier in het stroomgebied van de Commewijne.

## Naamgeving
De naam 'Mocha' (spreek uit: Mokka) verwijst al sinds de 17e eeuw naar de bruine koffieboon, die op haar beurt weer is vernoemd naar de Jemenitische stad Mokka.
Meerdere plaatsen verwijzen naar 'Mocha', wereldwijd. Langs de Cottica in Suriname was er nog een 'Tweede Nieuw Mocha', ook wel aangeduid als 'Tweede Mocha'. Deze koffieproductiegrond is in 1832 reeds verlaten. Ook heeft er een houtgrond of kostgrond 'Nieuw-Mocha' bestaan aan de Parakreek. 

## Koffieteelt
De productiegrond van Nieuw Mocha varieerde in de loop der jaren van 500 tot wel 1.000 akkers (430 hectare) in 1824. Halverwege de 19e eeuw kwam er  langzaam een teruggang en verval.
In 1771 bedroeg de oppervlakte 683 akkers. Er was een grote opslagloods, drie drogerijen en twee morsloodsen, met daarin een breekmolen en een dubbele stenen wasbak. In dat jaar kwam een groot woonhuis gereed met twee verdiepingen. Het aantal tewerkgestelden was op dat moment 155, te weten 82 mannelijke en 73 vrouwelijke. Zij woonden in een zestiental 'negerhuizen'. De slaafgemaakten oogstten de koffie, verwijderden het vruchtvlees van de bonen, legden de koffiebonen te drogen en verpakten de balen voor het transport naar Amsterdam, waar de koffie werd gebrand.

## Eigenaren
Achtereenvolgende eigenaren zijn geweest in
- 1737: Paul David Gebert (Koningsbergen, 1690 – Nieuw Mocha, 1750),  kinderloos
- 1750: Erven Gebert: Jean, David en Marthe Peneux (neven en nicht van)
- 1774: Marthe Cathérine Peneux (L'Hermitage, 1735- Tilburg, 1799) volledig eigenaar. Zij emigreerde in 1752 van Suriname naar Nederland en huwde in 1755 de Tilburgse notaris Cornelis Bles.
- 1799: Cornelis Martinus Bles (1769-1843) en Frederic Cramer (overl. 1820?)
- 1843: Johannes Martinus Bles (Curaçao, 1799 – Paramaribo, 1860)
- 1860: Adriana Constance Feodorovna Bles (geb. Lith, 1829)

Over het algemeen woonden de eigenaren van Nieuw Mocha niet in Suriname. Het beheer van de  plantage lieten zij over aan een procuratiehouder. Zo had Marthe Cathérine Peneux drie achtereenvolgende procuratiehouders alvorens haar zoon meerderjarig werd en die taak op zich nam. Deze zoon, Govert Jacobus Bles, maakte daarvoor enkele reizen naar Suriname. Dit 'absenteisme' was een algemeen verschijnsel in de Surinaamse plantage-economie.

## Emancipatie
Nieuw Mocha bleef tot de afschaffing van de slavernij op 1 juli 1863 in het bezit van de familie Bles. Op de plantage woonden op dat moment nog twaalf tewerkgestelden, te weten (geboortejaar, beroep): Charles (1836, sjouwer), Goliath (1844, veldneger), Frans (1846, voetbode), Primo Dirk (1848, voetbode), Semire (1813, bediende), Francina (1816, bediende), Christina (1830, bediende), Hendriette (1848, bediende), Frits (1852, leerjongen), Jacoba (1855), Paul (1857) en Josephina (1860). Zij kregen aan de slavernij gerelateerde familienamen als Blesch, Blees en Lesp; spellingsvarianten op Bles.
De Nederlandse Staat betaalde per vrijgemaakte 300 gulden aan de voormalige eigenaren, voor Nieuw Mocha dus een totaal van 3.600 gulden aan A.C.F. Bles te Tilburg. De vrijgemaakten kregen geen vergoeding en bleven in principe op de plantage werkzaam (periode van staatstoezicht).